# Vision 2040

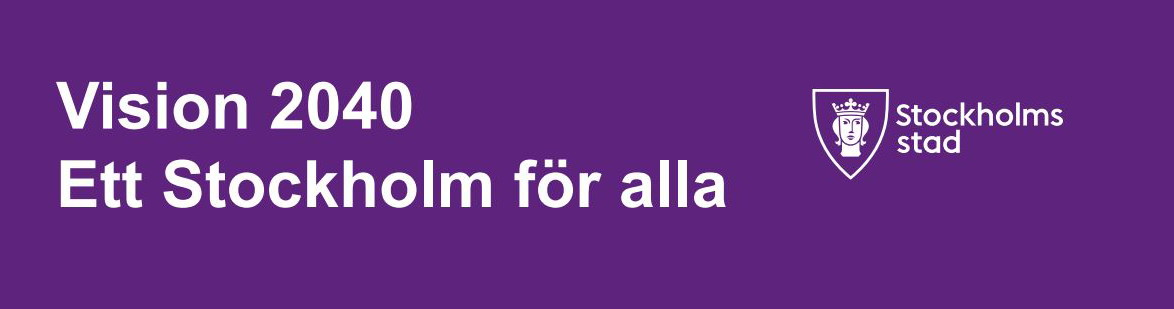
Vision 2040 - Ett Stockholm för alla.

Vision 2040, även kallad Vision 2040 - Ett Stockholm för alla är Stockholms stads vision och mål för hur staden skall komma att se ut år 2040. Planen vann laga kraft den 30 januari 2017 och ersätter Vision Stockholm 2030.

## Bakgrund
Utifrån ett uppdrag från kommunfullmäktige började stadsledningskontoret hösten 2012 att arbeta fram ett förslag till en reviderad ”Vision 2030”. Den 19 oktober 2015 beslutade kommunfullmäktige att godkänna ”Vision 2040 – Ett Stockholm för alla”, men beslutet upphävdes av förvaltningsrätten i Stockholm den 31 oktober 2016. Förvaltningsrätten fann bland annat att förslaget inte hade remitterats som ett nytt ärende till stadens berörda nämnder, utan utgick från den tidigare revideringen av Vision 2030. När denna brist hade åtgärdats föreslog kommunstyrelsen i november 2016 att godkänna förslaget som sedan vann laga kraft den 30 januari 2017.

## Vision 2040
Visionen är uppdelad i fyra avsnitt med beskrivning av de kvaliteter som skall utmärka Stockholm och vara genomförda år 2040.
1. Ett Stockholm som håller samman
- Erbjuda en bra skola för alla.
- Ge god välfärd som ger jämlika livschanser.
- Erbjuda ett rikt utbud av idrott, kultur och fritid.
- Vara en levande stad där alla kan bo.

2. Ett klimatsmart Stockholm
- Erbjuda hållbart byggande och boende.
- Göra det enkelt att leva miljövänligt.
- Erbjuda klimatsmarta transporter.
- Erbjuda en ren och vacker stadsmiljö.

3. Ett ekonomiskt hållbart Stockholm
- Erbjuda unika möjligheter till arbete.
- Göra det enkelt att utbilda sig genom hela livet.
- Vara världens smartaste stad.
- Vara en världsledande kunskapsregion.

4. Ett demokratiskt hållbart Stockholm
- Erbjuda en livaktig demokrati i hela staden.
- Vara fritt från diskriminering.
- Vara en trygg och säker stad.
- Vara en tillgänglig stad för alla.